# Fenyang Wuyue Miao
Der Fenyang Wuyue Miao (Wuyue-Tempel von Fenyang, chinesisch 汾阳五岳庙, Pinyin Fényáng wǔyuè miào) ist ein daoistischer Tempel im Dorf Beiyuyuan (北榆苑) der Großgemeinde Sanquan (三泉镇) der kreisfreien Stadt Fenyang, die zum Verwaltungsgebiet der bezirksfreien Stadt Lüliang im mittleren Westen der chinesischen Provinz Shanxi gehört. Er wurde ursprünglich in der Zeit der Yuan-Dynastie erbaut, seine spätesten Gebäude stammen aus der Zeit der Qing-Dynastie.
Der Tempel steht auf der Liste der Denkmäler der Volksrepublik China.